# Rayonnement
Pour les articles homonymes, voir radiation.
Le rayonnement est le processus d'émission ou de propagation d'énergie et de quantité de mouvement impliquant une onde ou une particule.

## Types de rayonnements
On peut distinguer les rayonnements corpusculaires (ou particulaires) par le type de particule auquel ils sont associés. Il peut par exemple s'agir de neutrons, de protons, d'électrons (ou de positrons), de particules alpha, de photons, de neutrinos ou de muons.
Il existe également des rayonnements ondulatoires, exemples :
- rayonnement électromagnétique (rayons X, lumière visible, etc.) ;
- rayonnement acoustique (ou sonore), correspondent à la propagation d'énergie sous la forme d'une onde, ici une onde mécanique ;
- rayonnement gravitationnel (ondes gravitationnelles).

La dualité onde-particule enseigne que décrire un objet quantique nécessite de le considérer à la fois comme une particule et une onde. Ainsi, un rayonnement électromagnétique, peut être considéré comme un flux de photons ou comme la propagation d'une onde électromagnétique.

## Exemples de rayonnements
Les rayonnements électromagnétiques et les rayonnements corpusculaires peuvent être classés selon leur effet sur la matière en ionisants et non ionisants :
| Type de rayonnement             | Type de rayonnement    | Type de rayonnement              | Charge élémentaire | Masse (MeV/c2) |
| ------------------------------- | ---------------------- | -------------------------------- | ------------------ | -------------- |
| Rayonnements électromagnétiques | Non ionisant           | Ondes radio                      | 0                  | 0              |
| Rayonnements électromagnétiques | Non ionisant           | Micro-ondes                      | 0                  | 0              |
| Rayonnements électromagnétiques | Non ionisant           | Térahertz                        | 0                  | 0              |
| Rayonnements électromagnétiques | Non ionisant           | Infrarouge                       | 0                  | 0              |
| Rayonnements électromagnétiques | Non ionisant           | Visible                          | 0                  | 0              |
| Rayonnements électromagnétiques | Non ionisant           | Ultraviolet                      | 0                  | 0              |
| Rayonnements électromagnétiques | Indirectement ionisant | Rayonnement ultraviolet lointain | 0                  | 0              |
| Rayonnements électromagnétiques | Indirectement ionisant | Rayon X                          | 0                  | 0              |
| Rayonnements électromagnétiques | Indirectement ionisant | Rayon gamma                      | 0                  | 0              |
| Rayonnements corpusculaires     | Indirectement ionisant | Neutron                          | 0                  | 940            |
| Rayonnements corpusculaires     | Directement ionisant   | Électron / particule β−          | -1                 | 0,511          |
| Rayonnements corpusculaires     | Directement ionisant   | Positron / particule β+          | +1                 | 0,511          |
| Rayonnements corpusculaires     | Directement ionisant   | Muon                             | -1                 | 106            |
| Rayonnements corpusculaires     | Directement ionisant   | Proton                           | +1                 | 938            |
| Rayonnements corpusculaires     | Directement ionisant   | Ion 4He / particule α            | +2                 | 3730           |
| Rayonnements corpusculaires     | Directement ionisant   | Ion 12C                          | +6                 | 11193          |
| Rayonnements corpusculaires     | Directement ionisant   | Autres ions                      | Variable           | Variable       |

Autres :
- Rayonnement cosmique
- Fond diffus cosmologique
- Rayonnement continu de freinage (Bremẞtrahlung ou Bremsstrahlung)
- Rayonnement thermique, mode de transfert thermique. Voir aussi Corps noir
- Rayonnement synchrotron
- Rayonnement cyclotron
- Transition matière-rayonnement
- Transfert radiatif
- Rayonnement solaire
- Pression de rayonnement
- Rayonnement photosynthétiquement actif